# Новочуртах (Новострой)
Новочуртах — село в Новолакском районе (на территории Новостроя) Дагестана.

## География
Расположено недалеко от побережья Каспийского моря, к северу от города Махачкала.
Ближайшие населённые пункты: на севере — сёла Шушия и Ахар, на юге — сёла Дучи и Гамиях.

## История
Основано для переселенцев из населённого пункта Новочуртах Новолакского района, существует проект создания здесь Новолакского района.
Часть жителей высокогорного села Чуртах была переселена в 1939 году на хутор Евгениевка Хасавюртовского района, после выселения чеченцев и ингушей в 1944 году в село Алты-Мирза-юрт (ныне Новочуртах) Новолакского района.
В сентябре 1991 года на III съезде народных депутатов республики Дагестан было принято постановление о восстановлении Ауховского района и переселение лакского населения Новолакского района к северу от Махачкалы.